# 前田俊介

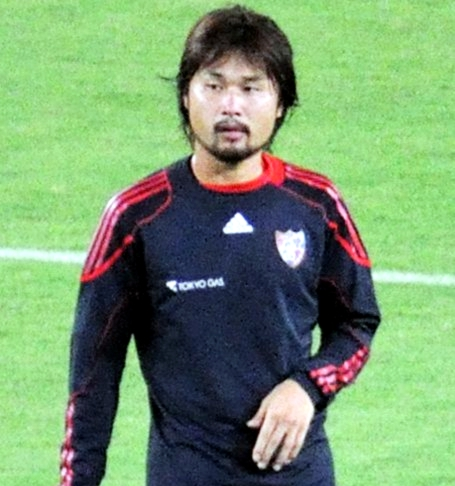
前田俊介

前田 俊介（まえだ しゅんすけ、1986年6月9日 - ）は、奈良県桜井市出身のサッカー選手、サッカー指導者。ポジションはフォワード。

## 来歴
幼少期に、父親が指導者を務めていた桜井FCの練習について行っていたことをきっかけにサッカーを始める。小学校5年生の時「毎日サッカーが出来る」という理由で桜井FCより練習日の多い高田FCに移る。中学3年時に複数の高校やクラブチームからスカウトされ数チームに練習参加、当初は高校選手権への出場を夢見て高校サッカーへ行こうとしていたが、部活特有の厳しい上下関係や規律に馴染めず、それらに比べて自由な雰囲気のサンフレッチェ広島ユースに惹かれるようになる。

### サンフレッチェ広島ユース
2002年、広島ユースに入団。ユースの同期に、広島下部組織出身の森脇良太、大屋翼、髙柳一誠、桒田慎一朗、前田同様に全国からスカウトされた佐藤昭大、髙萩洋次郎、藤井大輔、冨成慎司など。当初は主にトップ下を務めていたが、次第にストライカーとして頭角を表すようになる。
2003年、日本クラブユース選手権直前に腕を骨折、同大会と高円宮杯全日本ユース選手権は欠場。自分が不在のチームがクラブユース選手権初優勝、高円宮杯3位と快進撃を続けたことへの焦りと悔しさをバネに、復帰した同年末のJリーグユース選手権大会でチームを優勝に導き、自身も得点王となる。準決勝のセレッソ大阪U-18戦での、後方からのロングフィードをトラップすることなく右足で叩きこんだランニングボレーシュートは、映像が全国放送のテレビニュースで使用された。
2004年、10番を背負い、チームをクラブユース選手権と高円宮杯の優勝に導くとともに、前年のJリーグユース選手権大会から3大会連続の得点王に輝き、クラブユース選手権ではMVPも獲得した。クラブユース史上初の3冠を目指したJリーグユース選手権大会では、決勝で鹿島アントラーズユースにPK戦の末敗れ、準優勝となった。
また、この年は2種登録選手としてJ1に数試合出場、2ndステージジュビロ磐田戦でJリーグ初得点、チームの勝利とJ1残留を決定付ける決勝点を挙げた。

### プロ入り後
2005年にサンフレッチェ広島トップチームへ昇格する形で入団。同期は、ユースからの同時昇格である佐藤、森脇、髙柳、桒田と、入船和真、中尾真那、西河翔吾。第3節の名古屋グランパスエイト戦で初のベンチ入りと89分よりの交代出場を果たす。第5節の東京ヴェルディ1969戦では先発出場して1得点1アシストの活躍を見せ、開幕以来ナビスコカップを含めて6戦連続勝ち星のなかったチームに初勝利をもたらした。その後も途中出場が中心ながらコンスタントに試合出場を続け、3度の決勝点（うちロスタイムに2度）を挙げ、チームの上位進出に貢献した。
また、同年のU-20日本代表では2005 FIFAワールドユース選手権のメンバーに選出された。グループステージ・オーストラリア戦と決勝トーナメント初戦・モロッコ戦に交代出場。オーストラリア戦では、グループステージ敗退寸前に追い込まれたチームを決勝トーナメントへと導く貴重な得点を挙げた。尚、本大会にはリオネル・メッシも参戦している。
2006年、広島は新布陣が機能せず、クラブワーストとなるリーグ戦10試合未勝利を記録するなど低迷した。前田も、相手ラインの裏を取るプレーよりも徹底して足元でボールを受けて個人技で抜きにかかるプレースタイルが研究され、ボールを持って前を向くより先に囲まれて簡単にボールを奪われるシーンが目立った。結果として、ライン突破にかけては日本屈指の技術を誇りチームトップクラスのスコアラーである佐藤寿人とウェズレイの前に、前田はレギュラー争いで厚い壁に阻まれることになった。
2007年、佐藤寿人、ウェズレイの存在に加えて平繁龍一の台頭もあり、広島での出番を得られなくなった。同年6月、FWに怪我人が続出し得点力不足に陥っていた大分トリニータに期限付き移籍。その大分でも出場機会は多くなかったが、残留争いの大一番となった大宮アルディージャ戦で後半43分に決勝点を挙げ、大分のJ1残留へ向けて貴重な勝利をもたらした。
2008年、期限付き移籍延長の形で大分に残留。開幕当初は高松大樹や家長昭博の負傷もあり、多くの出場機会を得て活躍。また、必死でチェイスに走るなど、課題とされてきた前線守備にも成長が見られた。しかし継続した結果が出ず、シーズン途中には高松や家長の復帰、森島康仁の加入により、ポジションを奪われてベンチ入りすら出来ないことも増えた。
2009年、大分へ完全移籍。ウェズレイ、森島、高松らの怪我で期待されるも、運動量の少なさから前半での交代や、フォワードは住田貴彦と二人のみにもかかわらず、打開力のあるMF金崎夢生のFWのコンバートが優先され、ベンチ入りも叶わないなど苦闘を強いられ、チームもJ2降格を経験する事となった。
2010年はJ2に戦いの舞台を移したが、そこでも出番が少なく、8月11日、J1のFC東京への期限付き移籍が発表された。FC東京監督の大熊清は「前で時間を作れるタイプ」「（控え組主体の）練習試合をすると一番結果を出している」と評価し、第90回天皇杯4回戦対千葉戦で加入以来初の先発フル出場を果たした。期限付き移籍期間満了により同年限りで退団。
2011年は大分に復帰。森島と共に攻撃陣の中心として活躍し、リーグ戦では自己最多となる8得点を挙げた。9月3日の富山戦で2度の警告を受け退場を命じられた際、主審に暴力並びに異議行為を行ったとして、リーグ戦6試合・第91回天皇杯2回戦の計7試合の出場停止が言い渡された。
2012年、J1に昇格するコンサドーレ札幌に完全移籍した。札幌監督の石崎信弘が大分での活躍を高く評価したためである。シーズン序盤、そのキープ力から1トップとして期待され、第7節の川崎フロンターレ戦ではゴールを決める。しかし、前線で相手DFに潰され、その結果札幌の攻撃を滞らせる場面が目立った。その結果、7失点を喫した第12節の鹿島アントラーズ戦での前半途中での負傷退場（左太もも裏肉離れで全治3か月）を最後に出場機会が激減した。チームも低迷し、最終的に1年でのJ2降格となってしまった。
2013年、2014年、2015年と、札幌では2012年に加え4シーズンプレーした。
2016年、ガイナーレ鳥取へ移籍。2017年シーズン限りで契約満了。同年12月にはJリーグ合同トライアウトに出場した。
2018年、九州サッカーリーグに所属する沖縄SVへ加入。4得点11アシストの成績を残し、アシスト王とベストイレブンを受賞した。
2020年シーズンをもって現役引退と共に翌年から沖縄SVのトップチームコーチに就任。2022年シーズン終了後、コーチを退任。
2023年、古巣であるディアブロッサ高田FCに選手兼トップチームコーチ兼育成部門テクニカルコーチとして加入。

## 人物
コンサドーレ札幌時代には、当時監督の石崎信弘に「あいつは天才じゃろ」と言わしめる高度な技術を持つ稀代のテクニシャンであった。
時折見せる曲芸的なドリブル、シュートからカルト的人気を集める。その一方で、運動量が少なく、守備を不得手とする選手としても知られ、広島在籍時のミハイロ・ペトロヴィッチ やFC東京在籍時の大熊清 からは、その姿勢に苦言を呈された。このプレースタイルもあってか、希有な才能を持ちながら、開花しなかった前田俊介を揶揄した「前俊を諦めない。」という言葉が生まれている。

## 所属クラブ
- 桜井FC
- 1997年 - 2001年 高田FC
- 2002年 - 2004年 サンフレッチェ広島ユース (広島県立吉田高校)
  - 2004年 サンフレッチェ広島 (2種登録)
- 2005年 - 2008年 サンフレッチェ広島
  - 2007年6月 - 2008年 大分トリニータ (期限付き移籍)
- 2009年 - 2011年 大分トリニータ
  - 2010年8月 - 同年12月 FC東京 (期限付き移籍)
- 2012年 - 2015年 コンサドーレ札幌
- 2016年 - 2017年 ガイナーレ鳥取
- 2018年 - 2020年 沖縄SV
- 2023年 - ディアブロッサ高田FC

## 個人成績
| 国内大会個人成績 | 国内大会個人成績 | 国内大会個人成績 | 国内大会個人成績 | 国内大会個人成績 | 国内大会個人成績 | 国内大会個人成績 | 国内大会個人成績 | 国内大会個人成績 | 国内大会個人成績 | 国内大会個人成績 | 国内大会個人成績 |
| 年度             | クラブ           | 背番号           | リーグ           | リーグ戦         | リーグ戦         | リーグ杯         | リーグ杯         | オープン杯       | オープン杯       | 期間通算         | 期間通算         |
| 年度             | クラブ           | 背番号           | リーグ           | 出場             | 得点             | 出場             | 得点             | 出場             | 得点             | 出場             | 得点             |
| 日本             | 日本             | 日本             | 日本             | リーグ戦         | リーグ戦         | リーグ杯         | リーグ杯         | 天皇杯           | 天皇杯           | 期間通算         | 期間通算         |
| ---------------- | ---------------- | ---------------- | ---------------- | ---------------- | ---------------- | ---------------- | ---------------- | ---------------- | ---------------- | ---------------- | ---------------- |
| 2003             | 広島Y            | 8                | -                | -                | -                | -                | -                | 1                | 0                | 1                | 0                |
| 2004             | 広島             | 34/36            | J1               | 11               | 1                | 2                | 0                | 1                | 0                | 14               | 1                |
| 2005             | 広島             | 24               | J1               | 26               | 5                | 1                | 0                | 2                | 0                | 29               | 5                |
| 2006             | 広島             | 24               | J1               | 8                | 1                | 1                | 0                | 0                | 0                | 9                | 1                |
| 2007             | 広島             | 24               | J1               | 0                | 0                | 0                | 0                | -                | -                | 0                | 0                |
| 2007             | 大分             | 19               | J1               | 10               | 1                | 0                | 0                | 0                | 0                | 10               | 1                |
| 2008             | 大分             | 19               | J1               | 15               | 2                | 6                | 1                | 0                | 0                | 21               | 3                |
| 2009             | 大分             | 19               | J1               | 8                | 0                | 4                | 2                | 1                | 0                | 13               | 2                |
| 2010             | 大分             | 19               | J2               | 11               | 0                | -                | -                | -                | -                | 11               | 0                |
| 2010             | FC東京           | 32               | J1               | 6                | 0                | 0                | 0                | 3                | 0                | 9                | 0                |
| 2011             | 大分             | 19               | J2               | 30               | 8                | -                | -                | 1                | 0                | 31               | 8                |
| 2012             | 札幌             | 11               | J1               | 14               | 1                | 2                | 1                | 1                | 0                | 17               | 2                |
| 2013             | 札幌             | 11               | J2               | 36               | 4                | -                | -                | 3                | 0                | 39               | 4                |
| 2014             | 札幌             | 11               | J2               | 31               | 4                | -                | -                | 2                | 1                | 33               | 5                |
| 2015             | 札幌             | 11               | J2               | 8                | 0                | -                | -                | 2                | 1                | 10               | 1                |
| 2016             | 鳥取             | 48               | J3               | 16               | 1                | -                | -                | 2                | 1                | 18               | 2                |
| 2017             | 鳥取             | 48               | J3               | 25               | 4                | -                | -                | 1                | 0                | 26               | 4                |
| 2018             | 沖縄SV           | 11               | 九州             | 18               | 4                | -                | -                | -                | -                | 18               | 4                |
| 2019             | 沖縄SV           | 11               | 九州             | 16               | 4                | -                | -                | 2                | 0                | 18               | 4                |
| 2020             | 沖縄SV           | 11               | 九州             | 2                | 0                | -                | -                | 1                | 0                | 3                | 0                |
| 通算             | 日本             | 日本             | J1               | 98               | 11               | 16               | 4                | 8                | 0                | 122              | 15               |
| 通算             | 日本             | 日本             | J2               | 116              | 16               | -                | -                | 8                | 2                | 124              | 18               |
| 通算             | 日本             | 日本             | J3               | 41               | 5                | -                | -                | 3                | 1                | 44               | 6                |
| 通算             | 日本             | 日本             | 九州             | 36               | 8                | -                | -                | 3                | 0                | 39               | 8                |
| 通算             | 日本             | 日本             | 他               | -                | -                | -                | -                | 1                | 0                | 1                | 0                |
| 総通算           | 総通算           | 総通算           | 総通算           | 291              | 40               | 16               | 4                | 23               | 3                | 330              | 47               |

※2004年は2種登録選手として出場
その他の国際公式戦
- 2009年
  - パンパシフィックチャンピオンシップ 1試合0得点
  - スルガ銀行チャンピオンシップ 1試合0得点

ユース所属 (2004年)
- 公式戦初出場：2004年5月29日 ナビスコカップ 対東京ヴェルディ1969戦 (国立)

 66分駒野友一に代わって出場
- Jリーグ初出場：2004年6月13日J1リーグ1stステージ第12節 対鹿島アントラーズ戦 (広島ビ)

 61分外池大亮に代わって出場
- 初先発：2004年11月14日天皇杯4回戦横浜FC戦 (ニッパ球)

フル出場
- Jリーグ初得点：2004年11月20日J1リーグ2ndステージ第13節 対ジュビロ磐田戦 (広島ビ)

 81分大木勉に代わって出場、1得点(83分)
トップチーム (2005年-)
- 初出場：2005年4月2日J1リーグ第3節　対名古屋グランパスエイト戦 (豊田ス)

 89分大木勉に代わって出場
- 初得点：2005年4月13日J1リーグ第5節　対東京ヴェルディ1969戦 (味スタ)

先発、 66分池田昇平と交代・1得点(25分)、FKで1アシスト(62分森崎和幸)

## タイトル

### クラブ
サンフレッチェ広島ジュニアユース
- 日本クラブユースサッカー選手権(U-15)大会：1回（2001年）

サンフレッチェ広島ユース
- Jユースカップ：1回（2003年）
- 日本クラブユースサッカー選手権 (U-18)大会：1回（2004年）
- 高円宮杯全日本ユース(U-18)サッカー選手権大会 ：1回（2004年）

大分トリニータ
- Jリーグカップ：1回（2008年）

沖縄SV
- 九州サッカーリーグ：1回（2019年）

### 個人
- 高円宮杯全日本ユース(U-18)サッカー選手権大会 MVP：1回（2004年）
- Jユースカップ 得点王：1回（2003年）
- 日本クラブユースサッカー選手権 (U-18)大会 得点王：1回（2004年）
- 高円宮杯全日本ユース(U-18)サッカー選手権大会 得点王 ：1回（2004年）
- 九州サッカーリーグ アシスト王：1回（2018年）
- 九州サッカーリーグ ベストイレブン：1回（2018年）

## 代表・選抜歴
- 2001年 U-15日本代表候補
- 2002年
  - U-16日本代表 - AFC U-17選手権2002予選及び本大会、豊田国際ユースサッカー大会
  - 広島県選抜 - 国民体育大会サッカー競技
- 2003年
  - U-17日本代表 - サニックス杯国際ユースサッカー大会
  - U-18日本代表
- 2004年
  - U-18日本代表 - 国際ユースサッカー in 新潟
  - U-19日本代表 - SBSカップ
- 2005年 U-20日本代表 - カタール国際ユーストーナメント、2005 FIFAワールドユース選手権
- 2006年 U-21日本代表 カタール・アジア競技大会

## 指導歴
- 2021年 - 2022年 沖縄SVコーチ
- 2023年 - ディアブロッサ高田FCトップチームコーチ兼育成部門テクニカルコーチ（選手兼任）